# Méhbalzsam
A méhbalzsam (Monarda) az árvacsalánfélék (Lamiaceae) egyik növénynemzetsége. Az indiáncsalán, illetve ápolka elnevezéseket a méhbalzsam szinonimájaként használják.

## Fajok
- Monarda bartlettii
- Monarda bradburiana
- Monarda citriodora – citromillatú méhbalzsam[1]
- Monarda clinopodia
- Monarda clinopodioides
- Monarda didyma – vörös méhbalzsam (bíbor ápolka)[1]
- Monarda eplingiana
- Monarda fistulosa – csöves méhbalzsam[1]
- Monarda fruticulosa
- Monarda humilis
- Monarda lindheimeri
- Monarda maritima
- Monarda media
- Monarda × medioides
- Monarda menthifolia – mandulaillatú méhbalzsam[1]
- Monarda pectinata
- Monarda pringlei
- Monarda punctata
- Monarda russeliana
- Monarda stanfieldii
- Monarda viridissima